# Kapelle Westerhart

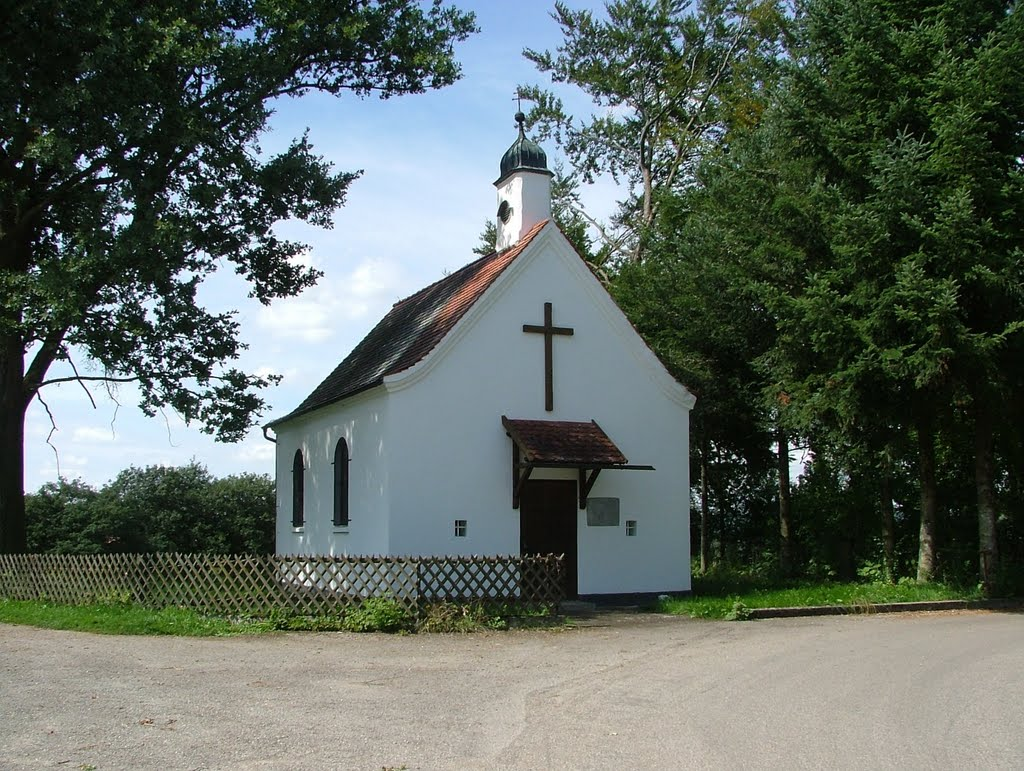
Kapelle in Westerhart

Die römisch-katholische Kapelle befindet sich im oberschwäbischen Westerhart, einem Ortsteil von Buxheim, im Landkreis Unterallgäu (Bayern). Die Kapelle steht unter Denkmalschutz.

## Geschichte und Baubeschreibung
Die erste Kapelle in Westerhart wurde vermutlich 1829 geweiht. Dieser Bau wurde im Jahr 1928 abgebrochen und an der bestehenden Stelle wiedererrichtet. Die Form der Kapelle wurde dabei beibehalten. Die Kapelle ist ein schlichter rechteckiger Bau mit zwei Fensterachsen. Gedeckt ist die Kapelle mit einem Satteldach. Im Inneren befindet sich ein Tonnengewölbe mit Stichkappen. Ein mit Holz verschalter Anbau ist auf der Südseite der Kapelle. In diesem, mit einem Walmdach gedeckten, Anbau ist ein Kerkerchristus untergebracht. Ein Dachreiter mit Schalllöchern ist über dem Giebel aufgesetzt. Er ist mit einer blechbeschlagenen Haube gedeckt.

## Ausstattung
Zwei Gemälde aus dem zweiten Viertel des 18. Jahrhunderts mit Darstellungen des heiligen Judas Thaddäus und der heiligen Barbara befinden sich in der Kapelle. Der Kreuzweg aus vierzehn kleinen Medaillons bestehend stammt aus der Mitte des 18. Jahrhunderts. In der Kapelle sind mehrere gefasste Holzfiguren. Der überlebensgroße Christus im Kerker ist aus der ersten Hälfte des 19. Jahrhunderts. Um 1770 wurden die Figuren des hl. Johannes und der schmerzhaften Muttergottes geschaffen. Die Darstellungen des heiligen Joseph und des heiligen Willibold stammen aus der Mitte des 18. Jahrhunderts. Der Kruzifixus wurde vermutlich Anfang des 19. Jahrhunderts gefertigt.